# Léo Coti
Pour les articles homonymes, voir Coti.
Léonard Coti, dit Léo Coti, né le 18 février 1894 à Marseille et mort le 18 septembre 1923 à Barcelone, est un footballeur français évoluant au poste d'attaquant.

## Biographie
Il joue à l'Olympique de Marseille de 1912 à 1916 et de 1918 à 1923, ainsi que dans plusieurs clubs de la région marseillaise tels que le Phocée Club, le Racing Club de Marseille ou encore le Sporting Club de Marseille. Il atteint avec l'OM la finale du Championnat de France de football USFSA 1919 perdue contre Le Havre AC sur le score de quatre buts à un.